# 武道狂之詩
《武道狂之詩》是香港作家喬靖夫的武侠小说，2008年由香港出版社天行者出版出版卷一《風從虎.雲從龍》，全書共二十一卷；台灣版本由蓋亞文化出版，中國大陸則從2011年開始由中国人民大学出版社出版簡體字版。除此之外该小说亦授權夢馬工作室改編為漫畫，自2011年連載至今。

## 故事背景
明朝正德年間。小說內容提及明朝寧王朱宸濠恢復親兵護衛，招攬死士，為其起事作準備，並提及阳明子王守仁出任江西巡撫，卷18起則敘述寧王之亂，直至結局卷21提及明武宗駕崩及王守仁去世等事件，由此推斷故事發生於公元1514年-1529年期間。

## 登场人物

### 破門六劍
- 燕橫

原名燕小六，出身貧農，乃青城派最後一名也是歷來最年輕的一名道傳弟子。
在拜為「青城道傳弟子」的那天，師尊何自聖罕有露出溫暖煦烈的笑容，似深信其為「巴蜀無雙」青城派之未來希望。
青城被武當滅絕後，背負師尊何自聖臨終交託的鎮門之寶「雌雄龍虎劍」，胸懷復興青城派的宏願，追隨荊裂踏上「討伐武當派」漫長征途。
經歷多次血戰後，劍藝趨於成熟，並獨自鑽研出了自己的「雌雄龍虎劍法」，相較於離山時，性格堅毅成熟了許多，唯那純真摯誠之眼神未因經歷江湖險惡而有半分改變。年僅二十已為一流高手。
現與童靜交往中。
第十五卷於海陽之濱為追求武道突破，進行青城派獨有山螺之法而入山，成功審視「虎相」而令武功更進一層。
第十六卷遭逢欲圖刺殺王守仁的殺手妖鋒(實為侯英志，燕橫起先沒認出)，雙方各自施展自己領悟與鑽研的雌雄龍虎劍法交手。在侯英志施展藏於劍譜中而未被燕橫見識過的劍式後居於劣勢，但憑藉卓越的領悟力在交手中把這些招式學了過來。最後以虎相之勢正面擋下侯英志施展的「虎雷嘯」，使其喪失戰意。
第十七卷與侯英志交手後，又得到其贈與的雌雄龍虎劍譜以及侯英志個人對劍法的心得，令燕橫對雌雄龍虎劍法有了更加一層的領悟。
第十九卷鄱陽湖水戰中與六年前覆滅青城派的仇敵葉辰淵再遇。面對其絕技「冥鳶一擊」，就地創招因應，再次發揮出山螺之行所悟出的最高階借相「龍相」，一招間分出了勝負。成功替門派雪恨後，面朝四川方向跪地叩拜。
二十卷與荊裂對練，兩人以木枝分別施展各自的絕技，燕橫以些微差距落敗。荊裂對燕橫評價很高，認為不出七年，他就能超過自己。
二十一卷因為對正德皇帝起殺心而被囚禁，一年後因正德皇帝駕崩、江彬意圖政變奪權而被釋出重得自由。帶著馬荻母女及病弱的宋梨返回青城山重建青城派，為了不讓宋梨心生愧疚而與童靜離別。數年後宋梨去世，在一日門派被外人挑戰時與童靜重逢。
武器：「靜物剑」
武當派「兵鴉道」高手呼延達專用雙劍，劍身呈啞黑色，各刻「左」、「右」二字以資識別。為配合「武當勢劍」硬劈硬接的招式，劍脊設計較普通長劍厚實。後由燕橫及童靜各佩一柄。
武器：「雌雄龙虎剑」
「虎辟」：青城派最高秘技「雌雄龙虎剑」专用短剑，超过三百年历史之圣物。全长仅二尺馀，刃身宽厚如刀，中央沿剑脊开有血槽。护手及吞口成一虎头浮雕，全剑造型展现猛虎之凶狠。
「龙棘」：青城派最高秘技「雌雄龙虎剑」专用长剑，超过三百年历史之圣物。全长达四尺，护手呈莲花状，并铸蟠龙纹，剑身狭长，通体泛金黄光华。近柄部吞口处刻有篆文剑名。
- 「武當獵人」荊裂

福建「南海虎尊派」唯一殘存弟子，年輕時遊歷四海，修習眾多異國武藝，曾立誓要把師門「南海虎尊派」變成世上最強的門派，決心攀附武道之頂峰，成為最強武者。
原名荊烈，是義父荊照出遊烈嶼時，在島上岸邊拾來的棄嬰，名字也由此而來。
十五歲時因為得罪了泉州的另外三大派，決心出海學習各地武技。為了答謝師叔裴仕英的恩德，取其「裴」姓下面的「衣」，改名為「荊裂」。
在返泉州老家之際卻發現「虎尊派」遭武當殲滅，為報滅門之仇，因而展開「追逐武當」這條刀山血海的挑戰旅途。
曾誅殺多名武當弟子，被冠以「武當獵人」的稱號。
獨上青原山潛探清蓮寺時墮下山崖，致一手一足重傷，繼而被梅心樹及術王眾追殺，卻在極端危急中催生出快猛絕倫的捨身刀「浪花斬鐵勢」，速度已至傳說中的「曜炫之劍」。
得江南怪醫嚴有佛施以刀針療法，手足關節重傷終於痊癒。
與雷九諦的決鬥中，以捨身刀「浪花斬鐵勢」擊殺雷九諦。聲名大噪，步入武林高手之列。
後率領獞族「狼兵」攻破瓦黃寨，換得「狼兵」首領越郎的一次相助，於十六卷成功救援遭囚禁於王府的霍瑤花。
第十七卷與虎玲蘭成親。
第十九卷鄱陽湖水戰前夕，對妻子坦承自己其實知道對方懷孕，只是擔心虎玲蘭會反過來擔心自己所以沒說出口。因前方等待的將是大決戰，誰也無法肯定能確切生還，是以不想讓妻子以為自己始終不知道孩兒的事，因此戰前坦白。
二十卷與燕橫對練，以木枝分別施展各自的絕技，以些微差距獲勝。對燕橫抱持很高的期待，認為不出七年，燕橫就能真的接下自己的刀招。同時感悟到自己刀招並非無敵，還有成長空間。在與燕橫面聖期間，為了保護燕橫身中三箭，性命垂危。
二十一卷在嚴有佛醫治下救活，因為傷勢關係與姚蓮舟的決戰紫禁城一事被迫胎死腹中。與虎玲蘭以及兒子荊由一同回到故鄉泉州，數年後姚蓮舟特地前來邀戰，在武當山上兩人進行了無人見證的決鬥。
武器：「雁翅刀」
荊裂師叔裴仕英相贈之家傳軍刀，裴氏先祖曾用以擊殺海盜，立過赫赫戰功，但因年月風霜，今已痕跡斑駁。雁翅形刀頭沉重，刃背甚厚，最適合中距離強攻之用
武器：「烏首短刀」
荊裂流浪於南蠻島國所得之毗舍耶族戰刀，當地語稱「牝奴鏑」，為「白刃」之意思。全長二尺餘，刃身狹尖而無護手，柄頭形如長頸鳥首。特點為靈活快速，適合近身格鬥之用。
武器：「長倭刀」
中土工匠仿東瀛刀鑄造之戰場用刀，全長近五尺，刀柄特長，可結合長槍技法使用，形貌兇悍，乃荊裂流浪海外期間，誅殺一漢人海盜而奪得。
雖然同名角色於作者另一本著作《幻國之刃》中出現，不過兩者並無關係。
- 島津虎玲蘭

來自日本薩摩國島津氏「陰流」，武器野太刀，擅使「陰流太刀技」，勇猛堅毅，不讓鬚眉的女劍士，為追尋背棄婚約的荊裂而遠赴中土。
成都一役與荊裂並肩作戰後，逐漸愛上了他，為了治好荊裂手足之傷，獨自出走訪尋傷藥醫者，途中意外得遇荊裂宿敵錫曉巖與霍瑤花，一起結伴前往武當山以取「蛻解膏」為荊裂治傷，現已取得並送交至荊裂手中，而後荊裂為治癒關節剩餘的傷勢而施用，令荊裂關節傷勢完全治癒。
第十七卷與荊裂結婚。十八卷得知已經懷有身孕，但為了不讓荊裂等人擔心所以沒有告知，同伴中僅練飛虹察覺。
第十九卷以有孕之身參與義軍討伐寧王，以精湛的弓術挫敗叛軍。
武器：「野太刀」
或稱「大太刀」，全長五尺有餘，島津虎玲蘭專用佩刀。因其誇張的長度重量，實際難於使用，在鎌倉幕府時代多作戰場佩飾，以展示武力剛氣。唯虎玲蘭天生體格過人，故能揮動自如。
- 童靜

成都第一大幫「岷江幫」幫主童伯雄的獨女，雖然生性嬌橫好勝，但俠骨仁心，熱愛武道。
於西安之戰中意外顯露出掌握細微時機的特殊練武天賦，令武當掌門姚蓮舟備感震驚，更促使崆峒掌門練飛虹決意收其為徒，甚至連其死敵雷九諦也看出童靜這奇特的先天真力資質，同樣渴望將她收歸門牆之下。
第十七卷護送王守仁途中遭遇投入寧王麾下的秘宗門韓山虎追殺，在與其的交戰中意外進入了「借相」領域，以此境界擊斃韓山虎。但童靜亦因自己不明的狀態感到畏懼，後來在與燕橫交談後才較為釋懷並接受。
第十九卷與練飛虹事先潛伏進寧王軍老巢南昌，暗中聯繫地方豪強以待時變。王守仁軍隊抵達南昌攻城之時，引領城內民兵裡外響應。成功協助友軍突破城牆防衛。其後繼續參與鄱陽湖水戰，並與燕橫約定事情結束後一同回到四川青城山。
第二十一卷因為燕橫要照顧病弱的宋梨而與之分手，之後繼續接受練飛虹的教導。數年後登上青城山找已成為掌門的燕橫比武。
現與燕橫交往中。
武器：「靜物剑」
武當派「兵鴉道」高手呼延達專用雙劍，劍身呈啞黑色，各刻「左」、「右」二字以資識別。為配合「武當勢劍」硬劈硬接的招式，劍脊設計較普通長劍厚實。後由燕橫及童靜各佩一柄。
武器：「迅蜂剑」
鑄劍師寒石子所贈，紫色柄，刃身造型甚為特別，劍尖前段收窄如針。
- 「風狻猊」練飛虹

崆峒派前掌門，却是玩世不恭的老頑童，憑著「八大絕」武學威鎮關西 (中國)。在西安一戰時，看出童靜所含的莫大資質，因而拋下掌門之位跑來追隨荊裂等人，意圖收童靜為徒。
遭到雷九諦攻擊後元氣大傷，自此體力不如以往。第十七卷得知每日必須花好些時日舒展才得以重拾身手，益發渴望在自己死前能見到童靜成為絕頂高手的那天。
第十九卷與童靜事先潛伏進寧王軍老巢南昌，暗中聯繫地方豪強以待時變。王守仁軍隊抵達南昌攻城之時，引領城內民兵裡外響應。成功協助友軍突破城牆防衛，但本人卻也因此力竭昏迷。
武器：「鐵爪飛撾」
本為戰場上軍器，主要用以纏制擒伏敵兵或馬匹。崆峒派「八大絕」專有一門「摧心飛撾」，可用作直接攻殺敵人的兵器。飛撾同時也是工具，配合輕功可作飛簷走壁的抓索，又或用以遠距奪物。
武器：「飛刀」
崆峒派「八大絕‧送魂飛刃」的專用飛刀，一套五柄。刀形受西域兵器影響，與中原的飛刀或匕首大異。
武器：「鐵扇」
崆峒派「八大絕‧烏葉扇」所用兵器，全體由烏鐵所鑄，份量沉重。開合使用變化甚多，扇緣鋒利如刀，張開的扇面又能充當護盾，摺合時則成為開碑裂石的重型鈍器。
武器：「鐵甲手套」
崆峒派「八大絕‧花戰捶」所用兵器，嵌上鐵片的左手手套。
武器：「鞭桿」
崆峒派「八大絕‧挑山鞭」所用兵器，堅木削製，長四尺。
武器：「隴西彎刀」
配合崆峒「八大絕‧日輪刀」，因平涼崆峒山為通西域重鎮，崆峒派彎刀制式也融入了外族兵器的特色，而且彎形刀刃有利於使用該派絕技「飛法」，可在出招半途脫手，輪轉飛射敵人。
武器：「奮獅剑」
崆峒派掌門專用佩劍。劍身較中原一般長劍厚重，配合崆峒「八大絕‧通臂劍」的長距離猛烈斬刺技法。
- 圓性

少林年輕一輩武僧中高手，身材壯碩，個性豪邁，精通少林「緊那羅王棍」及「少林五拳」。
常用兵器是齊眉棍和「銅人半身甲」。
認為武當派這種四處挑戰其他門派的行動遲早會找上少林，所以想主動出擊迎戰武當，但與少林的打算不同，最後選擇與燕橫、荊裂一同行動。
不忌葷。
第十七卷因為發覺與領悟了浪花斬鐵勢的荊裂彼此間差距越來越大，繼續待在一起自身武道會陷入停滯，於是決意離開破門六劍，希望藉此找到能讓自己更上層樓的契機。在荊裂與虎玲蘭完婚後離開，認為大家還會再見。
在第十八卷時流浪到安慶城，因得悉寧王反叛而加入守城軍，以「金身鬼」之姿達到威攝敵軍的成效，後與衛東琉一戰後雖然獲勝，卻傷及右肺。為免影響敵我兩方士氣，拖著嚴重內傷的身體持續作戰數日，最後安祥閉目辭世。
圓性之死始終未被其餘破門六劍所知。
武器：「齊眉棍」
約五尺長，六角形棍身以堅韌木頭所造，兩端十寸皆包鑲著鐵片，上面排著銅鑄的圓釘。

### 少林派
河南嵩山少林寺始建于北魏，寺僧自古已有修练武艺的传统，以超脱生死的武道精神，参贯禅机。相传少林寺最基础锻炼功法「易筋经」及「洗髓经」，乃是达摩祖师从天竺传来，并衍生出其他少林武技，实际不可考。少林武功在隋唐之间已负盛名，雄视武林近千年，对中原各派武术影响极深，故得「天下武宗」的称誉。少林派属正统外家，主要走刚猛硬派一路。少林寺僧练武本为参禅及保护寺院之用，因威力太猛，容易造成杀孽，因此不传俗家。佛家戒杀，故其武技少用刀剑利器，而主力发展徒手拳法及棍棒之术。寺内武僧亦同时修禅，「禅武不二」的精神，乃为少林武道之根本。少林派武术博大精深，秘藏寺院内的拳械与各种功法甚多，号称「七十二技」。但有说其中部分已经再无人传承修习，仅存于拳经兵谱之内，实已失传。著名武技：少林五拳、紧那羅王棍、十八铜人阵法
- 本渡

少林寺方丈
- 了澄

少林派文僧長老

### 武當派
元末全真道人張三丰於湖北武當山創立。張真人身材魁偉，體質異常，不論寒暑，皆只穿一衲一蓑。相傳其內家武功，乃參悟道家的內丹養生功法，轉化成強身技擊之術，據記載曾有「單丁殺賊百餘」的勇武事蹟。
張真人入武當山修道後，某日得觀蛇鶴相鬥，從兩者身姿動作，領悟了勁力剛柔之理，創出武當最高絕學「太極」，從此奠定武當派在武林二百年來的地位。
武當派武功素以拳劍著稱，原本專走內家功夫以柔克剛、借力打力的路數，武當弟子亦全為道士；惟二十餘年前大破「物移邪教」一役後，全派上下突然還俗，武學風格更大加改革，摒棄了養生道術而偏重於武鬥實戰，所有拳法劍術重新大幅整編，走上了暴烈辛辣之路，又以極峻烈的方式訓練大量弟子，武當派聲勢因而一時大振，並生起「天下無敵，稱霸武林」的野心。著名武技：太极、武当形剑、武当势剑、武当行剑、武当飞龙剑、两仪劫拳
- 「鐵青子」公孫清

前任武當掌門，原先道號為「鐵青子」。
為令武當更進一步，帶領弟子消滅及吸納物移教。
其後還俗，並改革武當，一心要把武當推上「天下無敵」之地。
將掌門之位以決鬥比試的方式傳給姚蓮舟，於比試中死去。
- 姚蓮舟

武當派現任掌門，「太極劍法」超凡入聖，他的超凡快劍，凌駕「亳」、「忽」之上，傳說中的「曜炫之劍」。
幼年時是物移教的「試藥童子」，被公孫清滅物移教時所救，並帶回武當及親授武功，名字亦為師尊公孫清所起，取自武當派第二代掌門、有「不世天才」之稱的俞蓮舟。
七年前和公孫清比試後殺死公孫清，並成為武當派掌門。隔天即接受商承羽挑戰，但因師星昊向商承羽下藥，所以雖將其擊敗，卻並未下殺手，只決定囚禁他於「遇真宮」的後山洞穴之中。此後承繼其公孫清的遺志。決心要在自己這代完成武當派「天下無敵」的霸業，矢志達到武道極至顛峰。
幼時身為「試藥童子」，身體感官比常人敏銳數倍，也因此在需要巧妙聽勁化勁的「太極」功夫上有著極高的天分，是武當派有史以來，能在衣服胸口繡上太極雙魚圖的高手中，最年輕的天才。
在沒有通知門人的情況下，離開武當山，到關中孤身直上華山挑戰，與華山派論劍證道，竟以一己之力擊潰「劍宗」華山派。先敗「華山十威儀」首席大弟子司馬泰元，再以「太極劍」擊殺華山派掌門「九現神劍」劉宗悟，最後大破華山派禁術「拜斗劍陣」，於壁上留下「武當姚蓮舟盡破華山派劍法」，震懾天下武林！
在西安不慎中了心意門顏清桐下的毒藥，在中毒情況下仍能殺傷心意門十多人。曾與燕橫於盈花館內短暫交鋒，因中毒導致氣力不順而呈現敗象。然燕橫以「不屑占這便宜」為由，不願勝之不武，在此放棄殺死姚蓮舟的機會。在武當眾弟子前來救援後離開西安，離去時發下「五年不戰之約」，對於燕橫、荊裂日後能進步到什麼程度頗有興趣，同時也隱隱對童靜無意間施展出的武當絕學「追形截脈」這一潛在資質感到震驚。
武功極高，也因體質特異，有著超凡感應力，甚至能左右手分施引進落空之技而聽勁分亳不差，未逢敵手，唯一能威脅他之對手似乎只有第三副掌門、師兄商承羽。故事後期於戰火殺陣中目睹武功大成的荊裂，亦承認其為可與自己匹敵的絕世武者。
十四卷中與明朝神機營的拚殺中遭受炮火波及，奄奄一息之際為侯英志、殷小妍所救。
十五卷中得知在與神機營一戰後精神失常，幾近成癡呆之人，除了殷小研的言行會有反應外，就剩下對殺氣的感應，在感應到殺氣後便會使出過往的武當武功迎敵。
十六卷時顏清桐受命於李君元，前來意圖劫持殺手妖鋒(侯英志)的眷屬，感受到殷小研面臨危機的姚蓮舟憑藉自我意志施展太極殺敵，並且恢復神智與武當殘部會合。
十七卷帶領葉辰淵以及錫曉嚴投靠寧王，認為既然武當被朝廷視為敵人，那麼現下要做的就是改朝換代。與商承羽因為利益關係接近於是締結若有似無的同盟。
二十卷捨棄沒有勝機的寧王出走，並以紀錄大量政治價值的帳冊與明武宗對談，希望能洗刷武當與破門六劍的汙名，並在紫禁城與荊裂一決雌雄。
二十一卷由於正德皇帝駕崩重新被朝廷追緝，加上荊裂傷重無法與之決戰。直至嘉靖皇帝在朝，追緝漸息，數年後在首蛇道弟子協助下找到荊裂，並邀請決鬥。兩人在武當山無人見證下展開世上最接近巔峰的決鬥，由於提前洞悉兩人竭力的結果會是雙雙戰死，認為至少要有一人讓武功傳承下去，在最後一刻卸下劍上勁力，甘心戰敗而亡。
武器：「單背劍」
掌門姚蓮舟自創形制，並由派內工匠打造的獨門兵刃。劍身狹長而微彎，前端七寸為雙刃劍尖，後段為厚脊刀，成「前劍後刀」之獨特刃形。柄首為圓環，護手呈「卍」字狀，可扣鎖住敵方兵器。劍柄及劍鞘各處都包鑲有雲紋白銀雕刻，樣式古雅樸素。
- 兵鸦道

主責討代征戰武林各門各派，為武當達成無敵霸業的武鬥部隊，成員武服為黑衣。
- 「劍鬼」葉辰淵

武當派副掌門，掌管「兵鴉道」，負責組成遠征軍南征北討，乃武當稱霸武林的先鋒戰將。
劍法高超，尤擅雙劍，使用一對「坎離水火劍」，是天下聞名的武當劍豪，同門師兄弟在背後更給予「劍鬼」的稱號。
在遠征四川挑戰「巴蜀無雙」青城派時，與青城掌門何自聖交手，被其逼在下風，僅以武當形劍「追形截脈」之技略取得過少許優勢，及後在何自聖惡龍般的「穹蒼破」招術威脅下，祭出最強絕技「太極劍.引進落空之小亂環勢」，但亦遭「抖鱗」破解，本已必敗無疑，不過就何自聖眼疾的弱點及時出奇制勝，終將其擊殺。
年輕時為公孫清親自訓練的精銳弟子「武當三十八劍」一員，原先道號為「葉澄玄」。
隨掌門出征殲滅物移教，是年約十九，為當時生還的五名弟子之一，另一副掌門商承羽的師兄。
曾以副掌門身分挑戰過姚蓮舟，比試後向武當門人宣佈只要有姚蓮舟一天，此生從此再不挑戰掌門之位。
擊殺何自聖後始終覺得自己獲勝僥倖，實力又不及姚蓮舟，認為自己不能成為真正的天下無敵，心感遺憾，原先一度想要棄劍歸隱武當山，但是在發掘「雌雄龍虎劍譜」後，追求無敵之雄心再起，與侯英志秘密練習雌雄龍虎劍法，冀武功更上層樓，能再次挑戰掌門姚蓮舟。
擁有一子，葉天洋(和神機營拼殺後身受重傷不治)。
與明朝神機營的拚殺中喪失左臂，後被錫曉巖照料。第十五卷時成為武當殘部領袖之一(另一位是錫曉巖)，堅持現下方針為找尋掌門姚蓮舟。
十六卷成功與姚蓮舟會合。
十七卷跟隨掌門姚蓮舟投靠寧王。
十九卷鄱陽湖水戰中和青城派倖存武人燕橫再遇，為自己能再度和雌雄龍虎劍法交手感到慶幸。以個人鑽研的絕技「冥鳶一擊」攻之，暗藏劍招中的太極劍‧小亂環遭燕橫以當年何自聖同樣技法的抖鱗破解，劍敗而身亡。
武器：「坎離水火劍」
葉辰淵之專用雙劍，兩劍同一式樣，劍格護手鑄造成蝙蝠形，劍身厚重，上鑲黃銅七星，左手「坎水劍」青光照耀，右劍「離火劍」則泛淡紅光華。兩劍的厚度分佈、護手大小、柄首重量等皆略有差別，乃按照葉辰淵本人身體左右肌肉差異而調節，俾使其雙劍法能發揮至最頂峰。
- 江雲瀾

武當遠征軍主力，能言善道，左手佩有鐵甲爪、右手用古長劍，運用起來攻守契合得天衣無縫，雖然天資不夠修練太極，但是武當劍法練的高深，連青城派總管宋貞都感棘手。
在「遇真宮」大戰中遭受火銃轟擊而犧牲。
武器：「鐵甲手套」
江雲瀾自行設計之左手臂甲，手指部位如獸爪，既可用於擋架防守，又可擒拿鎖制敵人兵器，以輔助右手快劍進攻。
武器：「古長劍」
式樣古樸的長劍，佩以鯊皮劍鞘，乃武當「兵鴉道」劍士江雲瀾所用，配合左手鐵甲爪套，一攻一守，互補長短。
- 錫昭屏

乃武當遠征軍主力，矮小壯碩的拳法高手，身上各處骨頭關節皆呈方角突露出來，兩條手臂結滿了有如鱗片的厚繭，右肩隆起，屈起來像一面巨盾。
當年武當派殲滅物移教時，父親錫日勒帶著他與弟弟錫曉巖歸降武當派。
因為特異的體質，打起武當派「兩儀劫拳」威力驚人，拳術功夫能夠輕鬆打敗青城派道傳弟子高徒宋德海。
追殺燕橫時，被荊裂阻止，之後死於荊裂刀下。
- 錫曉巖

錫昭屏的同父異母胞弟，天生體型怪異，右臂比常人多出一截。
性情暴烈，擅使剛猛絕倫的「陽極刀」，其破壞力為武林之冠。
在西安與虎玲蘭拚刀時受對方吸引，懷有愛戀之意。
本為鎮龜道弟子，後來轉為兵鴉道。
為擊敗荊裂而私自離開武當山，意外在荊楚一帶的市井打出了「鬼刀陳」的名堂。
得知荊裂有重傷在身，與霍瑤花、虎玲蘭結伴往武當山取物移教秘藥「蛻解膏」來治癒荊裂，期再一決雌雄。期間對霍瑤花也產生了一份感情。
在「玉真宮」大戰中救走失去左臂的葉辰淵。
第十五卷時成為武當殘部的領袖之一(另一位是葉辰淵)，第十六卷跟蹤顏清桐並順利與掌門姚蓮舟會合。
十七卷跟隨掌門姚蓮舟投靠寧王。
十八卷收到霍瑤花所寄之書信，而放棄了寧王府中的地位和軍銜出走。
二十卷為了報霍瑤花被殺之仇，潛回寧王部隊中伏擊商承羽，與其在敗軍中決戰，結果被商承羽破去以異形右臂施展的陽極刀，但憑藉第二個肘關節奇襲其太陽穴，成功擊斃了一代太極武道天才商承羽。
二十一卷尾聲，重返武當山周邊，教導武當遺孤武功。
武器：「藤柄長刀」
刃身約四尺，刀鋒狹長，藤織柄身。
- 衛東琉

武當菁英劍士，過去曾隨葉辰淵南征北討，亦參與過殲滅青城派之戰鬥，善使雙劍，功力不凡。
初始練武同為了發揚武當「天下無敵」之精神，但參與戰鬥後激發其好殺性情，渴望藉殺敵與屠戮驗證武道進境。
於神機營進攻武當派一戰歷經多次血戰，進而武藝大進，然而在確定武當派獲勝無望後選擇逃離以迎接下一次的戰鬥，因戰創與服用昭靈丹之故左目烏黑、右眼赤紅。
為驗證武藝逐於各城鎮行暗夜試劍殺害成名武人，在殺死八卦門時棟明後受到商承羽招攬，加入寧王府旗下。
十六卷對上闖入寧王府救人的荊裂，與之一戰，為荊裂奇招所敗。
安慶城攻城戰中遭遇領悟禪道的圓性，雖一劍重創圓性，卻因不及反應圓性的棄棍變招，遭一式「黑虎偷心」所擊殺。
- 石弘

使用奇門雙短兵子午鴛鴦鉞，身法了得，詭異難纏。
年紀輕輕就已單獨擊殺青城派長老陳洪力，為武當新一輩中的精英。
在成都一戰中，單人擊殺余輕雲、孫千斤兩名峨嵋高手，但仍被荊裂與孫無月聯手殺死。
武器：「鴛鴦鉞」
別號「鹿角刀」或「日月乾坤劍」。全體共計四個刀尖及九處利刃，合共十三道鋒口，故全稱「四尖九刃十三鋒子午鴛鴦鉞」。
- 呼延達

擅長雙劍，一雙烏黑的「靜物劍」無光無影，辛辣而剛猛。
乃北宋初年名將呼延贊的後人，繼承了祖先的勇猛血脈，在武當兵鴉道中受副掌門葉辰淵親自訓練。
在成都與荊裂等人激戰中，原先對上虎玲蘭與峨嵋派柳人彥時佔有優勢，甚至還能打敗柳人彥，但是卻反被他牽制，因故被孫無月單臂一揮大鐵槍致死。
武器：「靜物劍」
呼延達專用雙劍，劍身呈啞黑色，各刻「左」、「右」二字以資識別。為配合「武當勢劍」硬劈硬接的招式，劍脊設計較普通長劍厚實。
- 李山陽

身材魁壯，擅長「武當斬馬刀法」，使用重型長兵器的雙手朴刀，力勁沉雄，為「兵鴉道」不作他選的開路先鋒。
在成都與荊裂等人激戰中，被荊裂與虎玲蘭聯手擊殺。
武器：「斬馬朴刀」
沉重剛猛，配合「武當斬馬刀法」運用，力足橫掃千軍。刀柄連結處的鈎形護手，可在近身壓迫時用以鎖制敵人兵器。
- 焦紅葉

使用武當長劍。
桂丹雷率武當眾赴西安援救掌門姚蓮舟的精銳九人之一。
在西安被童靜「追形截脈」廢去一腕，因其傷勢導致右腕疲弱，卻從雙劍改為另用一柄四尺長的劍刃以雙手握持發力，另闢武學新境。
在「遇真宮」大戰中遭受火銃轟擊而身亡。
- 符元霸

身材高大，和李山陽一樣，擅長「武當斬馬刀法」，使用重型長兵器的雙手朴刀。
桂丹雷率武當眾赴西安援救掌門姚蓮舟的精銳九人之一。
在「遇真宮」大戰中身中兩枚鉛彈，最後和神智不清的同門尚四郎互相拼殺而亡。
- 唐諒

使用雙劍。
桂丹雷率武當眾赴西安援救掌門姚蓮舟的精銳九人之一。
在「遇真宮」大戰遭受炮火轟擊而亡。
- 尚四郎

使用鬼頭刀，武功「太極拳」、「太極刀」。
桂丹雷率武當眾赴西安援救掌門姚蓮舟的精銳九人之一。
在西安與少林派武僧圓性激戰，被他以「短勁」破解「太極拳」而敗北。
在「遇真宮」大戰時遭受炮火轟擊導致雙目失明，在神智不清的情況下，誤把同門的符元霸認做敵人而與其互殺身亡。
- 李侗

使用櫻槍，武功「武當鎖喉槍」。
桂丹雷率武當眾赴西安援救掌門姚蓮舟的精銳九人之一，後在武當派與神機營之戰中遭到砲火襲擊而亡。
- 鎮龜道

主責傳承武藝、訓練弟子與保衛武當山，成員武服為墨綠。
- 師星昊

武當派副掌門，掌管訓練弟子與保衛武當山的「鎮龜道」，擅長「太極拳」，武當山四位掌門人中年紀最長，為上代掌門公孫清師弟。
公孫清擔任掌門時，道號為「師明虛」，「太極拳」功力僅次於掌門師兄。
公孫清大幅改革武當派時，也是他全力支持。
年輕時與同門比試被毀傷容貌，長年以黑布蒙面。
帶領「鎮龜道」弟子御前獻技，剛柔並濟的「太極拳」力克八卦門拳士，震懾朝野。
念及武當派前途，視師姪商承羽為武當派最大叛徒，當年曾向公孫清力勸將其逐出武當，但公孫清說：「我不能憑一己喜惡排除他，假如到了最後，一個這麼樣思想的人，正正就是武當派裡最強的傢伙，那也是沒有辨法的事。」
七年前商承羽挑戰姚蓮舟，師星昊雖信任姚蓮舟的武藝，但因太清楚商承羽之可怕，不想冒險，遂決意於商承羽膳食下了無色無味，亦無毒性，只令人迅速疲勞的物移教秘藥「凝脈散」，令其於比武中被姚蓮舟擊至昏迷落敗。
此事成了師星昊之心魔，後因與神機營大軍決戰「遇真宮」在即，打算前去了結商承羽性命，卻駭然發現商承羽早已脫去雙肩琵琶骨之鐵環封禁，恢復了武功，交手之際慘死其手上，其遺體被神機營士兵尋獲並斬下首級送至京城，擺放在「豹殿」。
- 桂丹雷

武當派「鎮龜道」首席，甚至已有取代副掌門師星昊之代教師範資格，身材矮壯碩厚如一顆大鐵球。
精通「太極拳」，雙掌經多年鍛鍊，可空手奪白刃。
率武當精銳九人前住西安援救掌門姚蓮舟。
在西安與八卦門總本館名宿「水中斬月」尹英川激戰，以些微之差險勝。
於武當派與神機營之戰中與楚蘭天擔任守護掌門之職，奮力擊殺數名神機砲兵，並毀壞大砲後，死在炮火當中。
- 楚蘭天

精通「太極拳」。
在豹房御前比試中就以「太極拳‧四兩撥千斤」輕鬆撃敗八卦門杜焱風，在武當派與神機營之戰中與桂丹雷擔任守護掌門之職，後遭到炮火轟擊而亡。
- 陳春陽

為公孫清親自訓練的精銳弟子「武當三十八劍」一員，性格穏重，只比公孫清小十歲。
隨掌門出征殲滅物移教，為當時生還的五名弟子之一。後病逝。
- 陳岱秀

使用武當長劍，陳春陽的姪兒，頭腦出眾，師星昊處理日常事務，也極倚重他。
桂丹雷率武當眾赴西安援救掌門姚蓮舟的精銳九人之一。
在「遇真宮」大戰中被炮火轟成重傷，被一名神機銃兵擊殺。
- 首蛇道

主責刺探消息情報，並派駐於各地城鎮監察當地武林門派，因偏重鍛練身法輕功及各種探聽跟蹤技藝，武技略為偏廢，僅精銳成員授予褐色武服，號「褐蛇」，同時兼擅武鬥。
- 商承羽

武當派第三位副掌門，一頭長髮雜亂如雄獅鬃毛、尤似雲團波浪般彷彿隨時迎風飄舞而起，甚是好看。
相貌不凡，眼瞳極有神采，似乎深信自己下一刻就能把天下掌握在手中，語聲高傲而響亮，充滿了桀驁不馴之氣息。
原來道號為「商少奇」，名字乃師父公孫清所起，意指太極拳訣中「一羽不能加，蠅蟲不能落」的最高境界，故名「承羽」。
武功在葉辰淵和師星昊兩人之上，甚至當年已有超越師父公孫清之勢，連號稱武當第一人的姚蓮舟也沒必勝於他的把握。
前兵鴉道弟子梅心樹形容其劍術之高「只知道武場上的所有人之於他，一個個有如木偶。」
被譽為武當改革後一代的最強天才，在現任掌門姚蓮舟武功大成前，公孫清也曾深信武當掌門將由他繼承，不過其主張「天下無敵」之餘更有掌控天下乾坤大權的宿望、狂傲至得到世人膜拜為神的野心，心中夢想是建立天下無敵的武當王朝，與師父公孫清與武當派單純欲追求最強武道的信念漸漸背道而馳。
被囚禁於武當山「遇真宮」後面一個山洞裏，武當派中連提起他的存在都是禁忌。
其雙肩肩胛骨被鐵環所穿，不能發勁運力，是以一身武功被封印。
少年時為公孫清親自訓練的精銳弟子「武當三十八劍」之一，為葉辰淵師弟，姚蓮舟師兄，歷經討伐物移教那場慘烈的百重山大戰，其時只有十七歲，是生還的五個弟子之一，不論是犧牲者或生還者中皆最年輕一位。有着極優秀的統戰才華，百重山大戰中，於武當派損失慘重的同時自發組織同門據守有利地形反敗為勝，是武當派得以戰勝物移教的最大功臣。
登上副掌門之位前是首蛇道精銳「褐蛇」，而且是武當創立三大部時第一名之「褐蛇」，經常有一班師兄弟如巫紀洪及梅心樹等跟他結黨在一起，被囚禁後，巫紀洪等人便逃下武當山依商承羽所言去奪取斷人生死的力量，並等待時機接其出山。
七年前姚蓮舟一登位掌門即向其發出挑戰宣言：「你將會是武當開山立道以來最短命的掌門。」但由於師星昊在膳食下了物移教秘藥「凝脈散」，令他於比武中迅速疲勞而落敗，並遭到囚禁。
師星昊鑑於武當對神機營大軍血戰在即，打算前去了結其性命，結果反被商承羽殺死，因而終脫出囚牢。
下山後，與波龍術王巫紀洪會合加盟寧王。在寧王府休養兩年後，藉由和巫紀洪比試練劍時發現，自己縱使經過兩年的調養，七年囚禁所累積的舊傷依然無法完全康復，上身所能運使的力量始終不及全盛期六成，鐵鏈鎖肩令他背項肌肉長期僵直，是以不能久戰，但憑鍛練至深入骨髓的武道修為、並未磨蝕的身體協調功力和天才般的劍技以技巧克服了肉體殘傷。
十七卷與自己的仇敵姚蓮舟締結若有似無的同盟關係。
十八卷親自前往建昌追殺破門六劍，在近乎成功之際遭到霍瑤花所領的民兵妨礙而未能得手，數招間瞬殺霍瑤花，同時以一敵二憑單劍就能逼住童靜與燕橫的猛攻，甚至以絕頂的太極劍「引進落空」擋下荊裂全心全魂施展的雙刀變奏「浪花斬鐵勢」，是世上唯一能於正面完全接下荊裂此捨身刀招的高手，不過也因為接下此招令背傷復發，唯有撤退。
二十卷對幾乎沒有轉機的寧王軍表示失望，並認為自己人生最後的豪賭已經栽在此，難有機會伸展抱負。要姚蓮舟給自己一個答覆，假如姚蓮舟要追求權勢上的天下第一，自己餘生會追隨他；若還是追求武當的個人武學的第一，則兩人各奔東西。
最後在亂軍中遇上為霍瑤花復仇的錫曉巖，與其生死決鬥，憑已至巔峰的武當行劍、武當形劍和太極劍一舉破掉力量剛絕的陽極刀，廢去錫曉巖的異形長手，但算漏了其雙重的肘關節，只廢掉其中一節，卻被錫曉巖以第二個肘關節重擊太陽穴後再猛擊頭顱身亡。
- 樊宗

首蛇道的精英份子、暗器高手，現今的「褐蛇」成員之一，在西安之戰後，因護衛掌門姚蓮舟居功至偉，漸被公認為當今九名「褐蛇」之首。
能把「太極」的化勁揉合「梯雲縱」輕功，能蹤躍如影，地無聲；另外亦能把「太極」發勁之法化為投擲手法，故此就算正面對敵，所發暗器飛劍也有十步外殺敵的驚人勁力。
「遇真宮」大戰中，拚死捨卻性命殺死神機營主帥樓元勝，被神機兵二十多枝長槍穿透身體，為捍衛武當犧牲。
- 趙昆

桂丹雷率武當眾赴西安援救掌門姚蓮舟的精銳九人之一。
- 鄒泰

「首蛇道」駐四川頭號弟子，人脈寬廣，耳目眾多，精通輕功「梯雲縱」。
- 陳潼

「首蛇道」駐四川弟子，鄒泰的得力助手。
在成都遭峨嵋派柳人彥殺死。
- 方濟傑

「首蛇道」駐西安弟子。
- 其他

- 侯英志

青城派「研修弟子」→武當派弟子
與燕橫、宋梨年紀相若，是感情要好的兒時玩伴。
老爹侯玉田是上一代的青城弟子，但是在“研修弟子”一级熬了十几年也无法晋升真正的青城剑士，后来失意离开，下山娶妻生子，找了个镖师的差事。侯玉田因为长年在外工作，妻子难耐寂寞勾了汉子，抛夫弃子出走，此后不知所踪；侯玉田因这事大受刺激，终日借酒消愁，把身子弄坏了，最后连镖师的工作也丢了，不久就病死了，遗下才十二岁的侯英志。侯玉田的旧友知道他跟青城派有关系，便派人上山请托，把这遗孤送入了青城山门。
為了擺脫父親失意青城、黯然下山的陰影，現成為武當弟子，終日刻苦鍛練，誓要成為人上之人的高超劍士。與姚蓮舟的戀人殷小研暗地裡有男女來往。
由於曾是青城派門下，受到意圖學習何自聖雌雄龍虎劍法的武當副掌門業辰淵器重，兩人秘密修練，是以侯英志武功大進。
武當派拒絕朝廷御武令，遭到明朝領軍攻打前夕，為姚蓮舟賜與兵鴉道制服，正式成為武當菁英弟子中的一員。
在「玉真宮」大戰中，與殷小妍合力救走了遭受炮火轟擊，因而奄奄一息的姚蓮舟。
十五卷中得知在江湖上以「妖鋒」一殺手名號謀取生活所需。藉由精神失常的姚蓮舟進行刻苦的訓練。
十六卷接獲刺殺王守仁的單，在行刺時遭逢青城故交燕橫，打算在被認出前殺之。起先憑藉自己擁有更多雌雄龍虎劍法的技術佔據優勢，但招式很快便被燕橫在交手中領悟並學走，最後敗於燕橫的虎相之勢。回返家宅後了解到自己最重要的是什麼，放下手中雙劍選擇了殷小研。事後回想，侯英志認為自己這些年來學習與努力劍法就是為了成就燕橫使其劍技更趨完善。離去前如此告知葉辰淵：「真正的『雌雄龍虎劍法』已然現世。」

#### 波龍術王眾
由武當派叛徒「波龍術王」組成，大本營在廬陵城外青原山的「清蓮寺」，全員旨穿五色大袍，以「物移教」為信仰，術王眾人人殘忍成性，行事縱慾。由於幹部是武當派弟子，所以術王眾功夫夾雜武當派劍法和「物移教」藥物兩家之長。
- 「波龍術王」巫紀洪

武當派叛徒，前「首蛇道」精銳「褐蛇」首席，身材高瘦得驚人，一顆頭光禿禿。是難得的劍術天才，擅長以輕功歩法配合武當快劍，胸口有「太極」標記，最強絕技是左手「太極拳」配右手快劍。
商承羽的狂熱支持者，視他為最尊敬的人。在商承羽被囚禁後，巫紀洪帶領另外一位其派系支持者梅心樹離開武當山，盤踞廬陵城外青原山的「清蓮寺」作為巢穴，並自號「波龍術王」，以救出商承羽為目標。現在已投奔寧王，並和商承羽在武當山上會合。
十七卷中統領寧王旗下「玄林隊」追殺王陽明，卻因王陽明之謀略和破門六劍眾人合力導致任務失敗。
二十卷在奉若神明的商承羽死後崩潰，沒有逃亡而是留在一地等待破門六劍。希望死前能與荊裂打上一場，但因荊裂不齒其人，不給他這武者最後的尊嚴，於亂箭中死去。
- 梅心樹

武當派叛徒‧前「兵鴉道」精銳弟子。本名梅新。
成為武當弟子前只是襄陽城的一名年輕流氓，卻在一次打架中與商承羽相遇，被其看出練武的先天真力資質而游說師父公孫清將他帶返武當山。
穿黒色衣袍，擅長的武功是飛刃鐵鍊。臉上有多處為練習飛刃鐵鍊所造成的傷疤。
名義上是公孫清的弟子，心中卻一直視師兄商承羽為師匠。
跟隨「波龍術王」離開武當山，是術王眾的二號人物。
死在荊裂的捨身刀絕技「浪花斬鐵勢」之下。
- 「狼女」霍瑤花

荊州江陵楚狼派叛徒，以美色引誘楚狼派掌門蘇岐山，盡得楚狼派刀法真傳，後來弒師逃走，成為縱橫荊、湘之間的女劇盜。
在「清蓮寺」一役中愛上對敵的荊裂，因而生起逃離波龍術王掌控之心。與錫曉巖、虎玲蘭結伴往武當山找尋能醫治荊裂的藥物，為令虎玲蘭逃走，甘願犧牲自己，留下陪伴商承羽，成為商承羽的洩慾對象。
發現自己愛上這段時間相伴的錫曉巖。
十五卷時得到荊裂託人交與的字條，以此懷抱些許重獲自由的希望。
十六卷時在荊裂等人的幫助下成功逃出寧王府，打算回到廬陵為自己過去所為負責。
十八卷時加入王陽明軍，因得悉商承羽偷襲破門六劍，為拯救他們而和商承羽力戰而亡。
- 鄂兒罕

一臉黃鬚，好食，祖上是元朝色目人大官，元朝滅後留在中原，此代淪為普通布衣，後來加入「波龍術王」座下，在「波龍術王」指導下習得「太極劍」。
被少林派圓性殺死。
- 韓思道

年輕的白臉男，原名韓四，好女色，心思歹毒，年少時當起劫財色勾當，後來加入「波龍術王」座下。
習武不切實際，喜用毒。
被少林派圓性殺死。

### 青城派
東漢道人張陵（初代張天師）入四川青城山修道時，已有遺下「雌雄龍虎劍」及「降魔功」等奇功的傳說，可知青城武道源流極長。目今之青城派，其歷代祖師可上溯三百餘年之久。
青城派武功經過多年提煉，漸漸專注研習劍術之道，拳術等法已經旁落到次要位置，因而亦有人直接稱青城派為「青城劍派」。青城劍法入門講究快速準確，以攻止攻，搶險截擊；至大成後，則追求以無匹劍勢震懾對手，其招術反璞歸真，變化不繁。青城劍獨步四川一省，故有「巴蜀無雙」的美稱。著名武技：雌雄龙虎剑、水云剑、风火剑
- 「巴蜀無雙」何自聖

青城派現任掌門，身材高壯，氣度如猛虎踞石，二十三歲之年孤劍獨剿川西群鬼名震天下武林，一對「雌雄龍虎劍」使得出神入化，被譽為派內近百年第一劍術天才，青城弟子矢志仿效卻又遙不可及的宗師。
在接任掌門前，因為自承在派內找不到對手，向上代掌門呂存忠要求出外進行武者修行，期間遊歷四方，遠至甘肅，與崆峒派交流過一段時日，期間曾擎敗當時還未接任崆峒掌門的練飛虹。
當武當派四川遠征軍兵臨青城山，決戰武當副掌門葉辰淵。決鬥中以青城派三百年來最高秘劍「雌雄龍虎劍法」力壓葉辰淵的武當劍法，甚至連武當最高武學「太極」的引進落空也能以一招「抖鱗」之技大破，勝券在握，可惜因患上眼疾，被葉辰淵用計逆轉局勢，遭葉辰淵殺死，導致青城派滅門。
但是，該場戰役啟發了一旁偷看的荊裂如何破解「太極」，也讓荊裂得以協助少林派武僧圓性抵擋武當派兵鴉道弟子尚四郎的「太極拳」。
武器：「雌雄龙虎剑」
「虎辟」：青城派最高秘技「雌雄龙虎剑」专用短剑，超过三百年历史之圣物。全长仅二尺馀，刃身宽厚如刀，中央沿剑脊开有血槽。护手及吞口成一虎头浮雕，全剑造型展现猛虎之凶狠。
「龙棘」：青城派最高秘技「雌雄龙虎剑」专用长剑，超过三百年历史之圣物。全长达四尺，护手呈莲花状，并铸蟠龙纹，剑身狭长，通体泛金黄光华。近柄部吞口处刻有篆文剑名。
- 宋貞

青城派長老。
宋贞为青城派当今师范总管，负责一手打理整派的运作实务。
宋贞乌发黑鬚，脸泛光泽，看来像是三十五六的年纪，其实今年已四十九岁，比何自圣小四年。
他虽无何自圣般威严肃穆，但一脸精悍干练，似比掌门师兄更像一派一门的领袖。
- 陳洪力

青城派長老
四师兄弟里他身材最魁壮，其青城派拳掌练得比剑法更好，故而发话时声音格外响亮。
被武當派石弘撃殺。
- 呂一慰

青城派長老
- 俞思豪

青城派大弟子
被武當派副掌門葉辰淵殺死。
- 丁兆山

青城派二弟子
被武當派副掌門葉辰淵殺死。
- 宋德海

青城派「道傳弟子」、五師兄，宋貞之子。
宋德海在青城山出生长大，幼受庭训，年方二十就成了“道传弟子”，在“归元堂”内受掌门亲传秘技十年，功法已甚精纯。加之身材高大，仪表不凡，门派上下早就认定，他必然是将来青城派的领袖人选。
「道传弟子」裡，宋德海一向被认定为天分最高的一个，武功修为早就超越了大师兄俞思豪。
被武當派錫昭屏的「兩儀劫拳」打至殘廢。

### 峨嵋派
坐鎮四川佛教名山峨嵋山，實際創立歷史已不可考。有傳說春秋時代「白猿公」司徒玄空，入山創立峨嵋武學，此事並無足夠佐證；但可以確定最遲在宋代，已有僧人道士在山中傳承武功的記載。數百年來，峨嵋山上及山下鄰近地區的各種武術家數，漸漸自然融合，最終成之為峨嵋派。
峨嵋派武道以槍棒術最為世人所識。峨嵋槍法獨步天下，講究閂攔扎打間的變化微妙，武林各派長兵，惟有少林棍棒能與之較量。
峨嵋武功雖然最初源出於佛道宗教，但早已演變成為俗家門派，兼收男女弟子，傳承之風比一般的山門派系較為開放。由於槍棒屬長兵器，適合於戰陣上使用，峨嵋派弟子參軍入伍也較他派為多。著名武技：骑龙枪、大手臂、圆机枪法
- 「神龍八槍」余青麟

峨嵋派掌門，在武當四處征服時選擇投降，曾受遠征軍領袖葉辰淵羞辱，命令其舞槍於大殿供武當人學習。
在武當被朝廷攻滅後脫離。
- 「一丈幡」孫無月

忠肝義膽的峨嵋長老、武功僅次掌門師弟余青麟的第二號高手。
雖然身材矮壯，但臂力驚人，憑著丈長的大桿槍和峨嵋派「大手臂」槍法，在江湖上贏得「一丈幡」的外號。
在成都，為了拯救荊裂，與武當弟子激戰時，不惜以肉身抵擋武當弟子江雲瀾一劍，壯烈戰死。
死後首級被江雲瀾切下，武當副掌門葉辰淵踏入峨嵋山時，用其首級威壓峨嵋掌門，輕鬆地將峨嵋派降伏於武當派。
遺留的大鐵槍被荊裂取走，改造成鐵鍊槍。
武器：「大桿槍」
長約一丈，裝有沉重的烏鐵槍頭。
- 孫千斤

孫無月獨子，高大碩壯，缺了左目，擅用八尺餘長的白臘大桿。
因為不甘臣服武當，追隨父親脫離峨嵋。
於成都與武當弟子激戰時，被兵鴉道弟子石弘以鴛鴦鉞擊殺致死。
武器：「白臘大桿」
長九尺，桿身沉重卻富彈力，配合「峨嵋大手臂」的發勁，施運時猶如活物亂舞。
- 余輕雲

峨嵋派掌門余青麟的親姪女，孫千斤的妻子，性格剛烈。
因為不甘臣服武當，追隨孫無月脫離峨嵋。
於成都與武當弟子激戰時，被兵鴉道弟子石弘以鴛鴦鉞擊殺致死。
武器：「紅櫻槍」
槍身輕巧而具韌力，擊刺精準，槍鏑上的紅纓在揮舞時更有擾亂敵人眼目的作用。
- 柳人英

柳氏兄弟之兄長，孫無月座下最年輕弟子。
因為不甘臣服武當，追隨孫無月脫離峨嵋。
被武當派呼延達殺死。
武器：「花槍」
長四尺的雙頭短槍，使用輕便而且招式變化甚多。平日藏於琴盒之中，便於隨身。
- 柳人彥

柳氏兄弟之弟弟，孫無月座下最年輕弟子。
因為不甘臣服武當，追隨孫無月脫離峨嵋。
在成都激戰中，和島津虎玲蘭對上武當派呼延達，不惜以性命牽制呼延達，造就孫無月對呼延達的致命一撃，而柳人彥也終告不冶。
武器：「鏈子槍」
兼具短槍與軟兵器之利，近身可握雙槍刺打，遠距可用盡雙截揮掃。中段的鍊子在纏鬥時更可用於勒鎖敵人。
峨嵋派→武當派
- 楊真如

峨嵋掌門人「神龍八槍」余青麟的弟子，擅使峨嵋大槍，槍法出神入化。峨嵋派臣伏之後轉投武當派，和武當派一同抵抗神機營的入侵，被神機營炮火炸斷雙腿後仍堅持站立至斷氣。

### 華山派
由全真派當祖師王重陽之弟子、「北七真」之一「廣寧子」郝大通於金朝時入山創派，至今已逾三百年歷史。創派之初已有傳習道家劍術，經過數十代的傳承和研究，創編出華山劍法共四十八套，為當今最悠久而淵博的劍術名家，因此在武林上有「劍宗」的稱號，並有著名武諺云：「拳出少林，劍歸華山」，可證其不二之地位。
華山既精研劍法，品種自然繁多，從輕靈迅捷到剛猛無儔的劍技都囊括在內；但練到高級處，則專門講究「以氣御劍」，以道家內丹養氣的功法，結合擊劍招數，運用呼吸吞吐催動劍勁與劍速。故其發招，往往劍鋒未至，所生氣勁已先奪勢，此為「氣劍一如」的最高境界。著名武技：飞仙九势、大还剑、元亨剑法
- 「霄宇真人」陸祥空

上任华山派掌门，劉宗悟的師父。
- 「九現神劍」劉宗悟

華山派掌門
刘宗悟道号「应物子」，武林中外号「九现神剑」，成名絕技「飞仙九势」，上任华山掌门霄宇真人的嫡传大弟子，身份地位和武功传承，正统得不能再正统。
死於武當派掌門姚蓮舟的「太極劍」下。
武器：「羽客劍」
華山派掌門專用佩劍，長劍的鏤銀護手與柄首，造形呈翔鶴形狀，柄部木色深黑，乃是年代久遠的不凡之物。
- 金祥仁、李祥生

华山派硕果仅存的「祥字辈」长老，两人俱已七十多岁，剑技武功早就大不如前，但论辈份是当代众弟子的太师叔，自然德高望重。
- 黄宗玄、赵宗琛、成宗智、成宗信

華山派四位「宗字辈」师叔，为当今华山「四炼师」。「炼师」名号仅次于掌门，原本是道教的称呼，在华山剑派裡则相当于师范护法——地位和武当派的副掌门相若。
- 司馬泰元

華山派大弟子，「十威儀」首席。
武功不但冠絕同儕，學道亦有成，個性沉實稳重，被公認為下任掌門的不二人選。
由於身材魁梧，愛用由刀法演變而成的「大还剑」。
第三卷時受師父劉宗悟之命與武當掌門姚蓮舟對劍，雖稍居劣勢但並未呈現敗相而令華山眾人滿懷希望。但在交手過幾陣後，驚覺不過是姚蓮舟刻意放水，目的在於讓自己多展現華山劍法後信心大挫，敗於太極劍下。
武器：「重鐵劍」
由於身材魁梧，愛用由刀法演變而成的「大还剑」，所以佩劍比標準的華山佩劍來得更長更厚重，連柄全長四尺七寸，劍身鑲嵌了七星寒點，劍刃格外寬闊，常人要用雙手才能使動。
- 杨泰岚

「十威仪」之一
- 宋泰猷

「十威仪」之一
- 张泰朗

「十威仪」之一
- 陈泰奎

华山派最高级别的「道传弟子」之一。
死於武當掌門姚蓮舟的「太極拳」下。

### 崆峒派
創派於甘肅平涼崆峒山，其源流極遠，秦漢古辭書爾雅已有「空同之人武」的記載。今之崆峒派武道，為歷代入山修練之儒、釋、道三教人士的武術合流形成，並參長西域外族武鬥之法門，於一百六十餘年前，由祖師飛雲子集大成，開山立派。
崆峒武術以繁雜見稱，刀槍劍棍拳腿等皆有習練，冷門及奇門兵器亦格外多，鉤、鏟、鞭、刺、鐵扇、飛爪、風火輪、判官筆等都收入。其目的是要修練到隨時手拿一物皆可為傷人之器；單一兵器能夠發揮異種的打法；器械法與拳法又可互換或夾雜運用，以混合變化的花法迷惑敵人，祕詭莫測。著名武技：八大绝
- 蔡先嬌

崆峒派副掌門
練飛虹的師妹。
令西部馬賊聞風喪膽的女俠。
- 刑瑛

練飛虹的女弟子，臉有傷疤的美女
後嫁給湘龍劍派劍客龐天順

### 八卦門
「八卦拳」為出現於安徽、江蘇一帶的武術，源流無從考證，最初可能與道家思想有關，但發展至後世之八卦門，已經完全是俗家武術，並無宗教內容，所謂「八卦」，僅是借卦象的方位為代號，演示步法的行進路線而已。今八卦門總館在安徽（明代南直隸省）南部徽州府。八卦門武術以精絕的「八卦步法」聞名於世，鍛鍊時以繞圈走轉為基本，實戰時擅長游身繞擊敵人側面甚至後方，甚難防禦。其拳法實際上多用掌（所以也稱「八卦掌」），剛柔並濟；開掌除了發勁打擊，也為了施展多采的擒拿錯骨技法，再配合下路步法的跘足踢掃，又可變化成摔投招式，「八卦拳」不論離身長攻和貼身短打皆有獨到之處。八卦門兵器以刀劍短兵為主，又有雙匕首之法，以刃代掌施用。另有五尺開外的巨型「八卦大刀」，本來只是門內練功用的重器械，但偶爾也有實戰裡能使得動的高手。著名武技：八卦沉雷掌、八卦游身掌、龍爪十纏、八卦破身刀
- 尹英峰

八卦門掌門，「水中斬月」尹英川的兄長。
據說壯年時尹英峰曾入四川與峨嵋派交流，之後峨嵋派掌門「神龍八槍」余青麟曾讚譽：「天下能破峨嵋神槍的，也許就只有尹師兄這口劍。」
曾被秘宗門的韓山虎有一戰，險些被偷襲成功。
武器：雙手劍「東楚長劍」
- 「水中斬月」尹英川

臉容如痩猴的老者，身材不高大，眉毛一黑一白，卻渾身散發出高手氣度。
當今八卦門掌門人尹英峰的親弟，徽州八卦門總本館名宿，名噪江皖一帶，尤以一柄超巨型的八卦刀見稱，精擅「夜戰老八刀」。
參與西安「討伐武當」同盟軍，』在窄巷和武當派「鎮龜道」代師範桂丹雷激烈交戰下，大佔上風，最後一招「水中斬月」只僅僅敗於他「太極拳‧雲手」下，就已被桂丹雷轟飛重傷。
武器：「八卦刀」
八卦刀形似单刀，但体积比普通单刀要大，刀身长度一米以上，加上把柄全刀可达一米四，刀重从三至四斤到七至八斤不等。八卦刀单手执刀，是八卦掌代表性器械。由于刀身较长，所以有一些独特的刀法，基本风格爲人随刀转，不似普通单刀。同时由于八卦刀较重，对于臂力和腕力是很好的锻炼。
- 杜焱風

擔任錦衣衛，擅使「八卦沉雷掌」，威力足以打碎半尺厚碑石。
在豹房御前比試中被武當派「鎮龜道」的楚蘭天以「太極拳‧四兩撥千斤」撃敗。

### 心意門
「心意拳」為一種極古的武術，來源不詳，有說是少林武功外流而形成；另有說法乃是宋朝抗金名將岳飛，以槍法為基礎所創，恐為假托。心意門現以山西祁縣為根據地，傳人遠布河南、河北、陝西等地，流傳甚廣。
「心意拳」功法古璞，練者往往集中於「五行母拳」和「十二大形」單式重覆演練，而無繁複連綿的套招。戰術講究以全身整體發雄渾之勁，一步直佔中門（所謂「打人如走路」），以壓逼的打法，不予對手空間，硬進硬打，不招不架。
心意門以拳法的發勁之理為根本，所創的兵器術亦是用重兵刃為主，其雙手長刀及大槍最是著名。著名武技：五行母拳、十二大形、心意三合刀、六合大槍
- 「晉中神拳」嚴世邦

是名震山西三十年的一代名宿，曾義助官府剿賊，與同門四人斬匪百餘，一戰成名。
- 顏清桐

武器是單刀，原本是陝西人，藝成後回西安府，開了「鎮西鏢局」做了當家。
得知武當派掌門姚蓮舟孤身在西安，便立刻聚集四方豪傑，組成「討伐武當」同盟軍，由於財力物力由顏清桐供應，所以為東道主。
由於意圖大大提高自己和心意門在武林中的地位，暗地裏向姚蓮舟下毒，攻入「盁花館」後，得知武當派到了強援，攻於心計的顏清桐有難卻第一個逃跑。
投靠於寧王，十六卷受李君元之命前去捉拿殺手妖鋒(侯英志)的家眷，反而促使姚蓮舟恢復神智，遭葉辰淵從後刺殺而亡。
- 李文玉

李文瓊的兄長
- 戴魁

武器是單刀，擅「五行母拳」和「心意三合刀」。
參與西安「討伐武當」同盟軍，在「麟門客棧」中挑戰南海虎尊派荊裂，卻敗於他「八臂拳技」下。
與顏清桐不同的是，戴魁是一個真漢子，在得知顏清桐向姚蓮舟下毒，戴魁顯得震怒，在「盁花館」內攻擊武當派掌門姚蓮舟，在他的「太極劍」下生還。
當時少數信任燕橫等人的武林人士，曾跟隨他們旅行一小段日子，相互學習各派之長。
- 李文瓊

武器是一雙沉重的四棱鐵锏。
參與西安「討伐武當」同盟軍，在「盁花館」內死於武當派掌門姚蓮舟的「太極劍」下。

### 秘宗門
發祥於有「武術之鄉」稱譽的河北省滄州府（明代屬北直隸省）一帶。相傳「秘宗拳」最早出現於唐代，乃模仿猿猴相鬥的動作而創，故有「猊宗拳」、「猊猔拳」、「獼宗拳」等名稱，後世以音近而改稱「秘宗拳」，以形容其靈動跳躍、變化難測的風格。據記載有宋朝拳師周侗最精此藝，並傳予梁山好漢「玉麒麟」盧俊義，再傳浪子燕青，史未可考。秘宗門武術可謂綜合了中原北方武技之精華，身法和步法講究閃轉騰挪，竄蹦跳躍，甚重視腿功踢蹴，擅長離身長手遠擊，迅快連擊制敵。以拳法為基礎，又演變多種兵械用法，如劍、單刀、長槍等，同樣走輕靈巧勝的風格。另外亦有修練飛鏢暗器。著名武技：半披風拳、裡外戰、明堂快刀
- 「雲隱神行」雷九諦

秘宗門掌門，「烏符鐵手」韓天豹的師兄，武功極高。擅長使用「借相」來達到「神降」的境界，處於「神降」狀態的時候，速度、力量、抗擊力都會因此提升，但此法對於精神的損耗極大，無法持久。
早年敗給練飛虹，對這件事情耿耿於懷。
因為長期修行神降技法，而精神逐漸呈現恍惚癲狂之態。
為了印證自己天下無敵，於是追殺破門六劍，重傷練飛虹後劫持走童靜。軟禁童靜後，發現其練武資質拔群而有意納童靜為徒，甚至認為若能收童靜為徒，全祕宗門滅了也不會心疼，也大可放棄與練飛虹的恩怨。此想法被韓山虎發現，並被設計污衊，接著被祕宗門圍剿。
燕橫殺入祕宗門營救童靜時，因為童靜的求情而被一同救出。為了與荊裂比試而養傷。
與荊裂的比試中被重挫，死在荊裂的刀下。
- 「烏符鐵手」韓天豹

董三橋的師叔，武器是雁翎刀，極精擅暗器「喪門釘」。
為人謙知，平素與人動手，連刀也少拔出來，一套「裡外戰」拳法名動滄州；直至十二年前，一名秘宗門人押鏢時被悍匪劫殺，他率門人五名跨省殺賊，以「喪門釘」連斃九人，外界從此得知他更精暗器，此役得了「烏符鐵手」之號，形容他手一招，射出烏鐵釘如催命符一樣。
參與西安「討伐武當」同盟軍，在「盁花館」屋頂上與武當派「首蛇道」暗器高手樊宗比暗器，後來被同是武當派的錫曉巖一拳轟飛。
- 「董三橋」董超

秘宗門新一代傑出拳士，武器是九節鞭，擅「半披風拳」。
原名董超，因手法迅疾而揚名，人們形容他戰鬥時，快得如有三條橋手一樣，自此自號董三橋。
參與西安「討伐武當」同盟軍。在「盁花館」屋頂上險死在武當派「首蛇道」樊宗手下。
後朝廷御武令圍殺破門六劍，董三橋隨秘宗門出征之際遭到埋伏，被武藝大進的燕橫擊殺。
- 韓山虎

韓天豹之族親，同時亦是秘宗門內弟子，武器為霜刃。
為雷九諦修練神降之境時唯一帶同的弟子，也因此得掌門親授借相於神靈之秘法，與董三橋交好。
曾與八卦掌門尹英峰一戰，顯出其深湛實力，隱隱是未來繼任秘宗掌門之人選。
為尋出破門六劍，下令秘宗門人以抬棺之舉讓湘潭一帶雞犬不寧。
發現師父雷九諦有意收童靜為徒，並隱約有讓其繼承大位的跡象而不滿，意圖對童靜不利。被雷九諦發現而短暫交手，其神降功力遜於其師而呈現敗象，於是用計污衊雷九諦，引起祕宗門眾圍剿掌門雷九諦的詭異情境。
後為重振秘宗門聲威，韓山虎與一眾師弟加入寧王旗下「玄林隊」。
追殺王陽明之際雖識破其謀畫，童靜卻因其神降影響穎悟了奇特的借相，韓山虎不意遭其反噬而喪命於迅蜂劍下。

### 湘龍派
來歷甚古，源出湖南，在宋朝時實與西嶽華山的道門武藝源同一脈，後來南傳與湘地武兿合流，技法上已大大相異，但仍保存了華山「以氣御劍」的要訣，百年來流佈甚廣，從湖廣到江西，甚至廣西都有分支傳人，名動三省，聲勢只稍遜於九大門派裡的「三門」：八卦、心意、秘宗。
- 唐皓

湘龍派掌門
- 龐天順

是湘潭總館年輕一代裡出類拔萃的入室弟子，武器是一柄長穗古劍，年紀輕輕卻武技不凡，尤其精通雲中炫電之技。
曾參與討伐破門六劍，武功之強足以封鎖童靜的追形截脈與半手一心，後為燕橫所敗，卻也因此與其結成論武之交。
傾心於崆峒派弟子刑瑛，後為了一力保護她而被秘宗掌門雷九諦重創。在卷十五與刑瑛成親。

### 阮氏無極門
臨江城內第一大武館，阮家祖上藝成於無極門後自成一系，已在臨江立足設館四代之久，聲勢頗大，以剛猛刀法與拳掌名聞江湖。
- 阮韶雄

阮氏無極門當家館主，武器是雁翎刀。

### 巨禽門
湖南巨禽門乃揉合當地著名的鷹爪門功夫與南方傳來的鶴拳而成一家。
- 沈豐

湖南平江人士，武器是套在手臂前端的鋼爪，自六年前藝成於當地巨禽門後，一直與兩名師弟在外遊歷修行。

### 神機營
- 樓元勝

神機營主帥，膚色黝黑、身材矮小，為人思慮周密、小心謹慎。
征伐武當之戰時，在沙場上被「褐蛇」樊宗以飛劍刺殺。

### 其他人物
- 島津又五郎

島津虎玲蘭的弟弟，島津家的希望，敗於荊裂後自殺。
- 嚴有佛

人稱怪醫，醫術高明。曾因醫治百帆堂幫主失敗，險些遭到幫眾亂刀砍死，後為八卦門弟子所救而欠下人情。故應尹英峰之邀，在湘潭用「刀針」醫治荊裂。
- 王陽明

明朝官員，得破門六劍之助，得以平定「波龍術王」眾。

## 小說目錄
| 卷數     | 副標題        | 目錄 |
| -------- | ------------- | --- |
| 卷一     | 風從虎·雲從龍 | 序章 颶風男兒 第一章 五里亭武鬥 第二章 青城劍派 第三章 道傳弟子 第四章 武當眾 第五章 坎離水火‧雌雄龍虎 第六章 異刀客 第七章 歸國的獵人 第八章 決志                      |
| 卷二     | 蜀都戰歌      | 第一章 豹房御前比試 第二章 心法 第三章 成都 第四章 峨嵋槍棒 第五章 童大小姐 第六章 牙城酒 第七章 兵鴉四刺客 第八章 島津虎玲蘭 第九章 籠鬥 第十章 英雄不孤 第十一章 同伴 |
| 卷三     | 震關中        | 第一章 武當山 第二章 巫峽出川 第三章 見性館 第四章 華山論劍 第五章 破陣子 第六章 入關 第七章 麟門客棧 第八章 盈花館                                                     |
| 卷四     | 英雄街道      | 第一章 出陣 第二章 東軍 第三章 西軍 第四章 千山未及此山高 第五章 少林對武當 第六章 圍攻 第七章 虎穴 第八章 仇敵 第九章 救兵                                             |
| 卷五     | 高手盟約      | 第一章 荊烈 第二章 武當三戒 第三章 八卦對太極 第四章 陰流‧陽極 第五章 水中斬月 第六章 群龍聚首 第七章 合戰 第八章 奇材 第九章 約定                                      |
| 卷六     | 任俠天下      | 第一章 收徒 第二章 征服者 第三章 回山 第四章 征途 第五章 渡江西 第六章 因緣 第七章 廬陵會                                                                               |
| 卷七     | 夜戰廬陵      | 第一章 波龍術王 第二章 陽明先生 第三章 夜襲 第四章 女武者 第五章 夜戰八方 第六章 青城劍道 第七章 血鬥 第八章 濟世                                                       |
| 卷八     | 破門六劍      | 第一章 野和尚 第二章 溫柔的纏鬥 第三章 破心中賊難 第四章 學劍 第五章 捨身刀 第六章 刃風·夢想 第七章 群俠聚義 第八章 大旗                                                |
| 卷九     | 鐵血之陣      | 第一章 潛行 第二章 破關 第三章 火燒清蓮寺 第四章 圍陣 第五章 磨劍 第六章 傳人 第七章 秘練                                                                               |
| 卷十     | 狼行荊楚      | 第一章 鬼刀陳 第二章 狼男與狼女 第三章 蜂刺 第四章 戰湘龍 第五章 愛與戰鬥 第六章 御武令 第七章 氣節                                                                     |
| 卷十一   | 劍豪戰爭      | 第一章 盟友 第二章 野寺 第三章 雲隱神行 第四章 神功 第五章 巧遇 第六章 復仇的意志 第七章 出林                                                                           |
| 卷十二   | 兵刀劫        | 第一章 蛇潛 第二章 劍與火 第三章 巡棺 第四章 療傷 第五章 虎撲龍 第六章 劫持 第七章 旅伴 第八章 天敵                                                                     |
| 卷十三   | 武當之戰      | 第一章 狂者與少女 第二章 迎擊 第三章 蛻殼 第四章 內奸 第五章 逆變 第六章 一羽不能加 第七章 死戰                                                                         |
| 卷十四   | 山·火·海      | 第一章 斷命 第二章 沖鋒 第三章 出柙虎 第四章 生命之激撞 第五章 最強 第六章 死地 第七章 終戰 第八章 擂台 第九章 接戰                                                     |
| 卷十五   | 羊與虎        | 第一章 關外 第二章 山螺 第三章 暗劍 第四章 狂者 第五章 狼軍 第六章 虎相 第七章 夜試                                                                                     |
| 卷十六   | 光與影        | 第一章 王道 第二章 跟蹤·潛伏 第三章 刺客·劍客 第四章 龍虎 第五章 血魔 第六章 進府 第七章 夜花 第八章 妖瞳 第九章 甦醒                                                   |
| 卷十七   | 風捲山河      | 第一章 羈絆 第二章 加盟 第三章 籠牢 第四章 暗湧 第五章 風起 第六章 追殺 第七章 江戰                                                                                     |
| 卷十八   | 殺與禪        | 第一章 迎軍 第二章 危城僧 第三章 虛敵 第四章 假將 第五章 旌旗·夢想 第六章 女煞 第七章 變局 第八章 金身鬼 第九章 落花 第十章 禪悟                                        |
| 卷十九   | 仁者劍        | 第一章 御駕 第二章 行軍 第三章 奇襲 第四章 王師 第五章 臨城 第六章 心劍 第七章 湖戰 第八章 龍虎決                                                                       |
| 卷二十   | 王道心        | 第一章 王者夢 第二章 焰攻 第三章 復仇刀 第四章 伏魔 第五章 三箭 第六章 來客 第七章 知己 第八章 對練 第九章 面聖 後記                                                    |
| 卷二十一 | 血與鐵        | 第一章 生死 第二章 傳信 第三章 神醫 第四章 譎變 第五章 還京 第六章 獸劍 第七章 離別 第八章 相逢 第九章 決鬥 第十章 歸還 後記                                            |

## 出版書籍

### 小說
| 卷數       | 標題          | 天行者出版     | 天行者出版             | 蓋亞文化       | 蓋亞文化               |
| 卷數       | 標題          | 發售日期       | ISBN                   | 發售日期       | ISBN                   |
| 武當野望篇 | 武當野望篇    | 武當野望篇     | 武當野望篇             | 武當野望篇     | 武當野望篇             |
| ---------- | ------------- | -------------- | ---------------------- | -------------- | ---------------------- |
| 卷一       | 風從虎·雲從龍 | 2008年10月1日  | ISBN 978-988-172-398-7 | 2009年7月27日  | ISBN 978-986-647-300-5 |
| 卷二       | 蜀都戰歌      | 2009年2月1日   | ISBN 978-988-178-662-3 | 2009年9月14日  | ISBN 978-986-647-334-0 |
| 卷三       | 震關中        | 2009年6月1日   | ISBN 978-988-178-665-4 | 2009年12月30日 | ISBN 978-986-647-349-4 |
| 卷四       | 英雄街道      | 2009年10月1日  | ISBN 978-988-186-243-3 | 2010年6月30日  | ISBN 978-986-647-362-3 |
| 卷五       | 高手盟約      | 2010年3月1日   | ISBN 978-988-186-245-7 | 2010年9月1日   | ISBN 978-986-647-393-7 |
| 破門六劍篇 |               |                |                        |                |                        |
| 卷六       | 任俠天下      | 2010年10月7日  | ISBN 978-988-186-248-8 | 2011年1月12日  | ISBN 978-986-647-397-5 |
| 卷七       | 夜戰盧陵      | 2010年11月23日 | ISBN 978-988-197-921-6 | 2011年2月9日   | ISBN 978-986-615-719-6 |
| 卷八       | 破門六劍      | 2011年4月1日   | ISBN 978-988-197-923-0 | 2011年6月10日  | ISBN 978-986-615-733-2 |
| 卷九       | 鐵血之陣      | 2011年7月1日   | ISBN 978-988-197-929-2 | 2011年8月11日  | ISBN 978-986-615-751-6 |
| 愛與戰鬥篇 |               |                |                        |                |                        |
| 卷十       | 狼行荊楚      | 2012年1月1日   | ISBN 978-988-155-338-6 | 2012年2月1日   | ISBN 978-986-615-782-0 |
| 卷十一     | 劍豪戰爭      | 2012年7月1日   | ISBN 978-988-166-211-8 | 2012年8月9日   | ISBN 978-986-615-783-7 |
| 卷十二     | 兵刀劫        | 2013年2月1日   | ISBN 978-988-166-219-4 | 2013年1月30日  | ISBN 978-986-615-784-4 |
| 卷十三     | 武當之戰      | 2013年7月17日  | ISBN 978-988-166-228-6 | 2013年8月15日  | ISBN 978-986-319-061-5 |
| 卷十四     | 山·火·海      | 2014年7月1日   | ISBN 978-988-127-851-7 | 2014年8月7日   | ISBN 978-986-319-103-2 |
| 卷十五     | 羊與虎        | 2015年2月1日   | ISBN 978-988-127-857-9 | 2015年2月12日  | ISBN 978-986-319-140-7 |
| 卷十六     | 光與影        | 2015年7月1日   | ISBN 978-988-127-866-1 | 2015年8月26日  | ISBN 978-986-319-174-2 |
| 卷十七     | 風捲山河      | 2016年1月4日   | ISBN 978-988-146-850-5 | 2016年2月17日  | ISBN 978-986-319-203-9 |
| 卷十八     | 殺與禪        | 2016年7月1日   | ISBN 978-988-146-856-7 | 2016年10月5日  | ISBN 978-986-319-228-2 |
| 卷十九     | 仁者劍        | 2017年1月1日   | ISBN 978-988-146-860-4 | 2017年2月15日  | ISBN 978-986-319-256-5 |
| 卷二十     | 王道心        | 2017年7月1日   | ISBN 978-988-146-866-6 | 2017年8月10日  | ISBN 978-986-319-298-5 |
| 卷二十一   | 血與鐵        | 2018年3月1日   | ISBN 978-988-782-652-1 | 2018年2月7日   | ISBN 978-986-319-322-7 |

### 漫畫
- 有「*」為特別版。

| 卷數 | 標題          | 東立香港                       | 東立香港                                       | 東立出版社     | 東立出版社             |
| 卷數 | 標題          | 發售日期                       | ISBN                                           | 發售日期       | ISBN                   |
| ---- | ------------- | ------------------------------ | ---------------------------------------------- | -------------- | ---------------------- |
| 1    | 風從虎·雲從龍 | 2011年4月15日                  | ISBN 978-962-955-849-9                         | 2011年5月2日   | ISBN 978-986-10-7698-0 |
| 2    | 颱風男兒      | 2011年7月20日                  | ISBN 978-962-955-882-6                         | 2011年7月20日  | ISBN 978-986-10-8154-0 |
| 3    | 英雄不孤      | 2011年7月29日                  | ISBN 978-962-955-880-2                         | 2011年8月15日  | ISBN 978-986-10-8257-8 |
| 4    | 蜀都戰歌      | *2011年10月19日 2011年10月28日 | *ISBN 978-962-955-918-2 ISBN 978-962-955-922-9 | 2011年11月11日 | ISBN 978-986-10-8941-6 |
| 5    | 最強之證明    | *2012年1月13日 2012年1月19日   | *ISBN 978-962-955-937-3 ISBN 978-962-955-938-0 | 2012年2月4日   | ISBN 978-986-10-9322-2 |
| 6    | 震關中        | *2012年4月16日 2012年4月25日   | *ISBN 978-962-955-954-0 ISBN 978-962-955-959-5 | 2012年5月14日  | ISBN 978-986-10-9971-2 |
| 7    | 麟門客棧      | 2012年7月18日 *2012年7月20日   | ISBN 978-962-955-976-2 *ISBN 978-962-955-972-4 | 2012年7月30日  | ISBN 978-986-317-631-2 |
| 8    | 英雄街道      | *2012年11月1日 2012年11月7日   | *ISBN 978-962-955-998-4 ISBN 978-988-228-003-8 | 2012年11月23日 | ISBN 978-986-324-218-5 |
| 9    | 水中斬月      | *2013年1月17日 2013年1月25日   | *ISBN 978-988-228-024-3 ISBN 978988228027-4    | 2013年2月5日   | ISBN 978-986-324-855-2 |
| 10   | 群龍聚首      | 2013年5月2日                   | *ISBN 978-988-228-048-9 ISBN 978-988-228-054-0 | 2013年5月17日  | ISBN 978-986-332-531-4 |
| 11   | 高手盟約      | 2013年8月22日 *2013年11月14日  | ISBN 978-988-228-076-2 *ISBN 978-988-228-070-0 | 2013年9月12日  | ISBN 978-986-337-151-9 |
| 12   | 武者修行      | *2014年2月17日 2014年2月25日   | *ISBN 978-988-228-127-1 ISBN 978-988-228-116-5 | 2014年3月27日  | ISBN 978-986-348-052-5 |
| 13   | 任俠天下      | *2014年7月16日 2014年7月29日   | *ISBN 978-988-228-156-1 ISBN 978-988-228-157-8 | 2014年10月8日  | ISBN 978-986-365-773-6 |
| 14   | 波龍術王      | *2015年3月20日 2015年3月27日   | *ISBN 978-988-228-213-1 ISBN 978-988-228-214-8 | 2015年6月1日   | ISBN 978-986-431-421-8 |
| 15   | 夜戰廬陵      | *2016年7月20日 2016年8月3日    | *ISBN 978-988-228-233-9 ISBN 978-988-228-234-6 | 2017年1月16日  | ISBN 978-986-482-565-3 |
| 16   | 王道之劍      | *2018年7月18日                 | *ISBN 978-988-228-268-1 ISBN 978-988-228-269-8 | 2018年10月5日  | ISBN 978-957-26-1914-8 |

## 参看
- 武侠小说